# کارولینا کاستینگ
کارولینا کاستینگ آرودا (به انگلیسی: Carolina Kasting) (زاده ۱۲ ژوئیه ۱۹۷۵) یک هنرپیشه اهل برزیل است. او در ۱۴ سالگی مدرسه را ترک کرد تا در فلوریانوپلیس در گروه باله تئاتر گوایرا در کوریتیبا تحصیل کند. سال‌ها بعد، علاقه به تئاتر به سائوپائولو رفت تا درام بخواند و روی صحنه کار کند.
کارولینا با بازیگر و طراح مائوریسیو گرکو ازدواج کرده است که از او دارای دو فرزند به نام‌های کورا و تام است.

## فیلم‌شناسی

### تلویزیون
| سال  | عنوان                   | نقش                                    | یادداشت‌ها                                 |
| ---- | ----------------------- | -------------------------------------- | ----------------------------------------- |
| ۱۹۹۶ | آنجو دی میم             | والنتینا                               |                                           |
| ۱۹۹۷ | شما تصمیم بگیرید        | روزانا                                 | قسمت: "ن سمبرا دو پاسادو"                 |
| ۱۹۹۷ | آنجو ماو                | "ورسولا ویدگال"                        | مشارکت ویژه                               |
| ۱۹۹۸ | هیلدا فوراکا            | بیلا بی                                |                                           |
| ۱۹۹۸ | "بریدا"                 | "بریدا"                                |                                           |
| ۱۹۹۹ | مالاسگ                  | لالا                                   | فصل پنجم                                  |
| ۱۹۹۹ | تراس نستر               | روزانا تلز دی آرانه                    |                                           |
| ۲۰۰۰ | شما تصمیم بگیرید        | ویولانت                                | قسمت: "ام کاسامنتو آبرتو"                 |
| ۲۰۰۱ | پورتو دو میلادگر        | لورا پروینسا                           | مرحله اول                                 |
| ۲۰۰۱ | حضور آنیتا              | جولیتا                                 |                                           |
| ۲۰۰۲ | "کوریات د ایستودانت"    | ماریانا مندز                           |                                           |
| ۲۰۰۳ | زنان اپیکسوناداس        | لورا مدیروس                            |                                           |
| ۲۰۰۳ | کوبکان                  | زلدا                                   | قسمت‌ها: "۱۱ نوامبر تا ۱۳ دسامبر ۲۰۰۳"     |
| ۲۰۰۴ | کابوکلا                 | ماریکینا (ماریا جونیرا کالداس)         |                                           |
| ۲۰۰۶ | بابانوئل وجود دارد      | لوسیانا                                | ویژه تلویزیونی                            |
| ۲۰۰۶ | ای پیامبر               | لورا مورا                              |                                           |
| ۲۰۰۷ | دو کاراس                | لوییزا فونسکا                          | مشارکت ویژه                               |
| ۲۰۰۷ | مالاسگ                  | بیاتریس لوپریت لوپس                    | فصل ۱۵                                    |
| ۲۰۱۰ | " پرنسس و او واگبوندو " | سیسیلیا                                | ویژه رید گلوبو                            |
| ۲۰۱۰ | اسکریتو ناس استریلاس    | جودیت                                  |                                           |
| ۲۰۱۱ | ای استرو                | "جامیلی هائالا"                        |                                           |
| ۲۰۱۲ | عشق ابدی                | بیاتریس میناردی                        |                                           |
| ۲۰۱۳ | "امور آ ویدا"           | جینا (ریجینا ماریا دوس سانتوس باتیستا) |                                           |
| ۲۰۱۵ | مالاسگ سونهوس           | گیلدا نورونها                          | فصل ۲۲؛ قسمت‌های: ۱۹ فوریه تا ۱۹ مارس ۲۰۱۵ |
| ۲۰۱۵ | فراتر از زمان           | روزا ونتانا / روزا دل کورسو            |                                           |
| ۲۰۱۸ | ارزش زندگی              | کامیللا واسکونسلوس                     | در پرتغال در کانال TVI                    |
| ۲۰۲۰ | سلام بر خود کیم پودر    | آگنس رومانتینی                         |                                           |

### سینما
| سال  | عنوان           | نقش    | توجه داشته باشید |
| ---- | --------------- | ------ | ---------------- |
| ۲۰۰۱ | رویاهای گرمسیری | استر   |                  |
| ۲۰۱۷ | اسکولهاس        | دانیلا | فیلم کوتاه       |